# Hylotelephium mingjinianum
Hylotelephium mingjinianum là một loài thực vật có hoa trong họ Crassulaceae. Loài này được (S.H. Fu) H. Ohba miêu tả khoa học đầu tiên năm 1977.